# Nemesvarbóki kincslelet

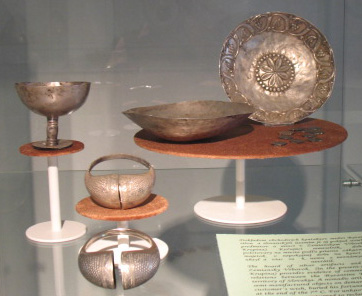
A kincslelet darabjai egy pozsonyi kiállításon

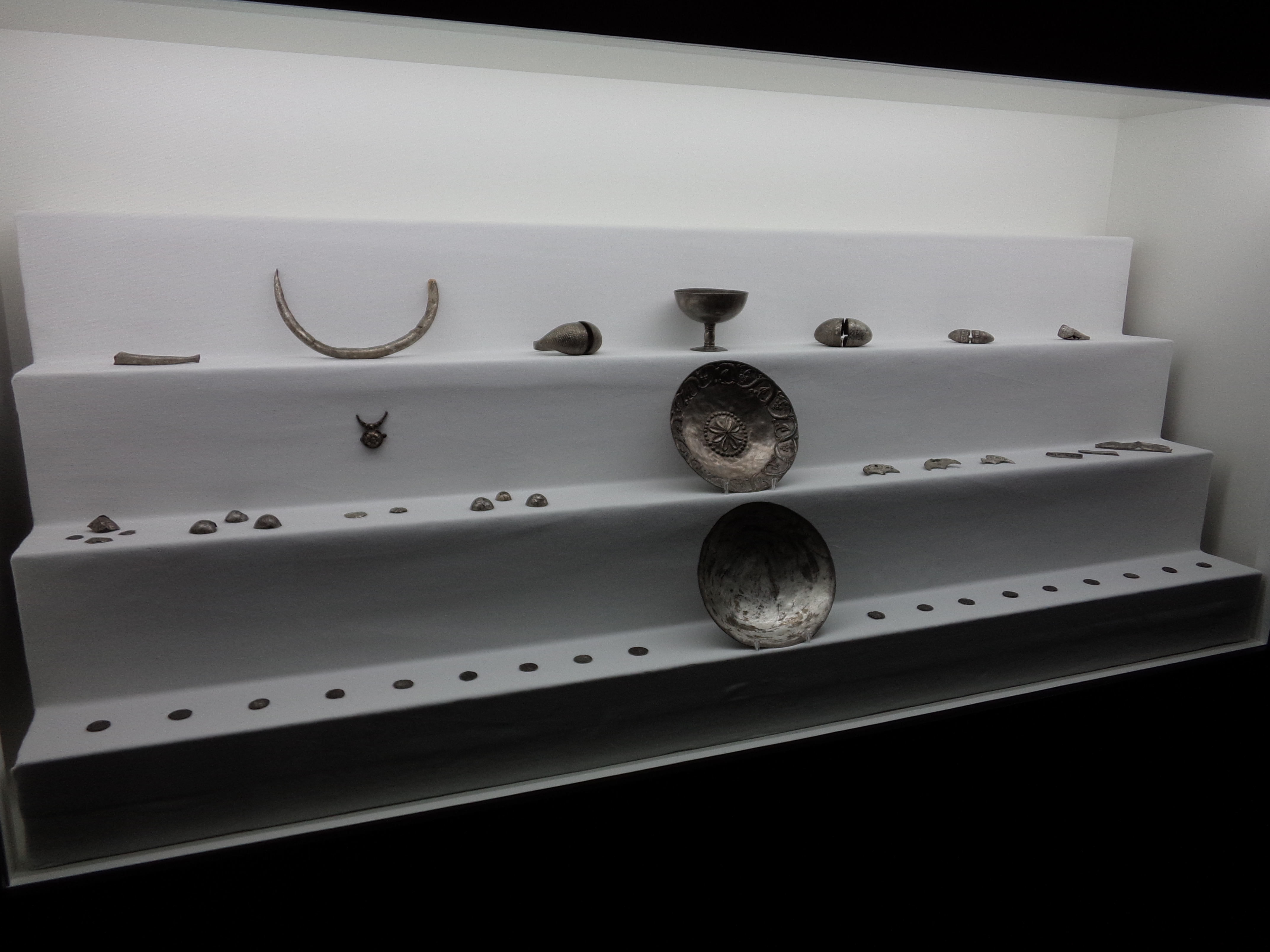
A kincslelet darabjai 2015-ben

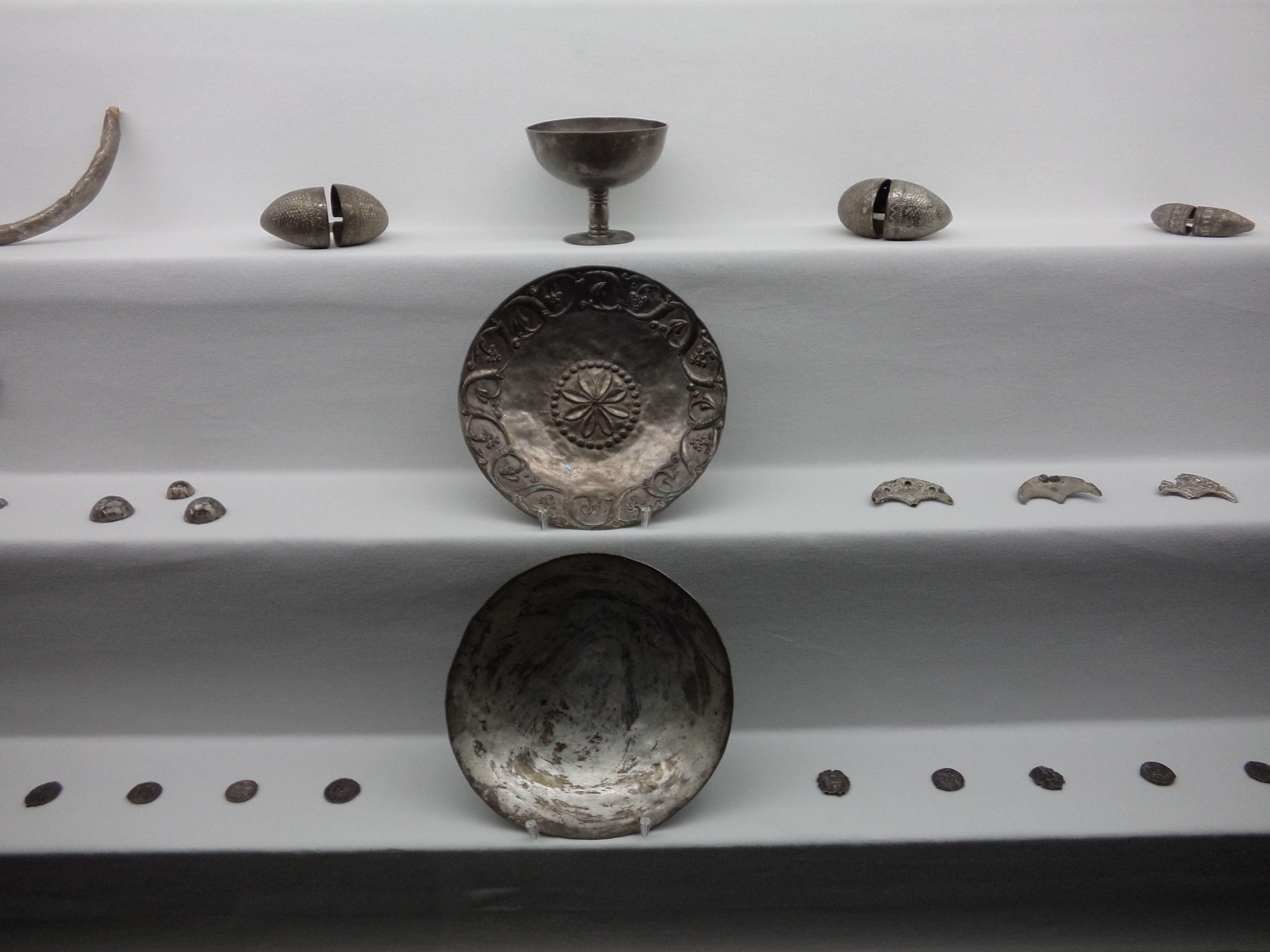
A kincslelet darabjai 2015-ben

A nemesvarbóki kincslelet a szlovákiai Nemesvarbók (szlovákul Zemiansky Vrbovok) területén talált régészeti lelet az avar korból. 1937-ben, földmunkák során került elő. Csontokat nem találtak, így nagy valószínűség szerint nem sírlelet. 

## Leírása
A kincs ezüst ékszerekből (2 pár lemezes karkötő – szentendrei típus, 2 peltoid csüngő trébelt díszítéssel, fülbevalók, nyakperec), étkészletből (díszített és díszítetlen tál, kehely, töredékek, sérült díszek, alapanyag) és 18 verdefényes (?) bizánci pénzérméből áll. 

## A kincslelet kora és eredete
A pénzérmék (II. Konstans 630-668, IV. Konstantin 668-685) viszonylag pontos keltezést tesznek lehetővé, és a 670-es évekre utalnak, bár néhányan ezt vitatják. A kincsleletet stílusában a horvát Čađavicán és a román Cosovenii-de-Jos lelőhelyeken talált leletekkel rokonítják.
Leggyakrabban egy bizánci ötvös vagy kereskedő kincseként értelmezik, aki a bolgártörökök 679-es Moesiába való betörése előtt rejthette el.